# 塞克斯頓 (阿肯色州)
塞克斯頓（英語：Sexton）是位於美國阿肯色州華盛頓縣的一個鬼鎮。

## 地理
塞克斯頓所處的海拔為高於海平面309米（即1014英呎），而該地所採用的時區為UTC-6，即北美中部時區（CST）。同時該地設有夏令時間，為UTC-6調快一小時，即UTC-5（CDT）。